# Burnaby
|                       | Jan   | Feb   | Mär   | Apr   | Mai  | Jun   | Jul  | Aug  | Sep  | Okt   | Nov   | Dez   |   |         |
| Mittl. Tagesmax. (°C) | 5,8   | 6,8   | 9,3   | 12,4  | 15,6 | 18,2  | 21,2 | 21,2 | 18   | 12    | 7,5   | 5,1   | ⌀ | 12,8    |
| Mittl. Tagesmin. (°C) | 1,4   | 1,7   | 3,1   | 4,9   | 7,9  | 10,5  | 12,7 | 13,2 | 11,1 | 7     | 3     | 0,8   | ⌀ | 6,5     |
|                       |       |       |       |       |      |       |      |      |      |       |       |       |   |         |
| Niederschlag (mm)     | 280,9 | 178,4 | 182,1 | 154,4 | 120  | 101,6 | 64,7 | 64,5 | 92,2 | 210,1 | 311,6 | 249,8 | Σ | 2.010,3 |

| 1,4 |

| 1,7 |

| 3,1 |

| 4,9 |

| 7,9 |

| 10,5 |

| 12,7 |

| 13,2 |

| 11,1 |

| 7 |

| 3 |

| 0,8 |

| 1,4 |

| 1,7 |

| 3,1 |

| 4,9 |

| 7,9 |

| 10,5 |

| 12,7 |

| 13,2 |

| 11,1 |

| 7 |

| 3 |

| 0,8 |

Burnaby ist eine Stadt im Südwesten der kanadischen Provinz British Columbia. Sie liegt östlich von Vancouver und ist Verwaltungssitz des Bezirks Metro Vancouver.

## Geographie
Das Stadtgebiet von Burnaby umfasst eine Fläche von 90,61 km² und liegt im geographischen Zentrum des Bezirks Metro Vancouver und der Burrard-Halbinsel. Im Westen grenzt Burnaby an Vancouver, im Osten an Port Moody, Coquitlam und New Westminster, im Norden an den Burrard Inlet und im Süden an den Fraser River. Das Gelände ist geprägt von Hügelzügen, Tälern, Seen und einer Schwemmlandebene. Der höchste Punkt ist der 370 m hohe Gipfel des Burnaby Mountain.

## Klima
Laut der Klimaklassifikation nach Köppen und Geiger ist das Klima in Burnaby als gemäßigtes Ozeanklima (Cfb) einzustufen.

## Geschichte
Vor der Besiedlung durch europäische Einwanderer um 1850 war das Gebiet von Burnaby eine weitgehend unberührte Waldlandschaft. Bis zur Eröffnung der transkontinentalen Eisenbahnlinie der Canadian Pacific Railway im Jahr 1887 entstanden lediglich vereinzelte Bauernhöfe und Sägewerke. Der Aufschwung begann 1891 nach der Eröffnung der Straßenbahn von Vancouver nach New Westminster. In diesem Jahr wurde das Land entlang der Strecke parzelliert und verkauft. Am 24. September 1892 erfolgte die offizielle Gründung der Gemeinde Burnaby, benannt nach Robert Burnaby, der 1859 zusammen mit Walter Moberly im späteren Burrard Inlet nach Kohle suchte.
Die offizielle Gründung, in Form der Zuerkennung der kommunalen Selbstverwaltung, für die Gemeinde erfolgte am 24. September 1892 (incorporated als Municipal District). Am 17. Februar 1992, passend zur Hundertjahrfeier, änderte sich der Status der Gemeinde dann in den einer Stadt (City) und Burnaby erhielt das Stadtrecht.

## Demographie
Der Zensus 2016 ergab für die Ansiedlung eine Bevölkerungszahl von 232.755 Einwohnern, nachdem der Zensus 2011 für die Gemeinde noch eine Bevölkerungszahl von 223.218 Einwohnern ergab. Die Bevölkerung nahm damit im Vergleich zum letzten Zensus im Jahr 2011 um 4,3 % zu und entwickelte sich schwächer als im Provinzdurchschnitt, dort mit einer Bevölkerungszunahme von 5,6 %. Im Zensuszeitraum 2006 bis 2011 hatte die Einwohnerzahl in der Gemeinde noch deutlich überdurchschnittlich um 10,1 % zugenommen, während sie im Provinzdurchschnitt um 7,0 % zunahm.
Zum Zensus 2016 lag das Durchschnittsalter der Einwohner bei 41,1 Jahren und damit deutlich unter dem Provinzdurchschnitt von 42,3 Jahren. Das Medianalter der Einwohner wurde mit 40,3 Jahren ermittelt. Das Medianalter aller Einwohner der Provinz lag 2016 hingegen bei 43,0 Jahren. Zum Zensus 2011 wurde für die Einwohner der Gemeinde noch ein Medianalter von 39,8 Jahren ermittelt, bzw. für die Einwohner der Provinz bei 41,9 Jahren.
| Zensus | Burnaby   | Burnaby          | British Columbia | British Columbia |
| Zensus | Einwohner | Veränderung in % | Einwohner        | Veränderung in % |
| ------ | --------- | ---------------- | ---------------- | ---------------- |
| 2016   | 232.755   | 0+4,3            | 4.648.055        | 0+5,6            |
| 2011   | 223.218   | +10,1            | 4.400.057        | 0+7,0            |
| 2006   | 202.799   | 0+4,6            | 4.113.487        | 0+5,3            |
| 2001   | 193.954   | 0+8,2            | 3.907.738        | 0+4,9            |
| 1996   | 179.209   | +12,8            | 3.724.500        | +13,5            |
| 1991   | 158.858   |                  | 3.282.061        |                  |

## Wirtschaft
Burnaby ist ein bedeutendes Zentrum der Hochtechnologie. Bekannte Unternehmen sind unter anderem Electronic Arts, Creo (heute ein Teil von Eastman Kodak), eBay, Ballard Power Systems und Telus. Die Solarindustrie ist mit „Day4Energy“ vertreten. Entlang des Burrard Inlet befinden sich Erdölraffinerien von Chevron Corporation und Petro-Canada. Ebenfalls finden sich dort Verladeanlagen für Massengut des Hafen Vancouver. Von den Beschäftigungszahlen sind die Bereiche Handel sowie Forschung und Entwicklung die größten.
Das Durchschnittseinkommen aller Beschäftigten aus Burnaby lag im Jahr 2005 bei 22.319 C $, während es zur selben Zeit im Durchschnitt der gesamten Provinz British Columbia mit 24.867 C $ rund ein Zehntel mehr betrug. Der prozentuale Einkommensunterschied zwischen Männern (27.494 C $; Provinzdurchschnitt=31.598 C $) und Frauen (18.752 C $; Provinzdurchschnitt=19.997 C $) fällt in Burnaby, jeweils bezogen auf das durchschnittliche Einkommen aller Beschäftigten der Provinz, geringer aus als im Vergleich für die gesamte Provinz. Der Vergleich zum Provinzdurchschnitt fällt für Männern und Frauen unterschiedlich aus. Bei Männern ist der prozentuale Unterschied bezogen auf den Provinzvergleich (~ 1,1-fache des Provinzdurchschnitts) leicht überdurchschnittlich, während Frauen (~ 0,75-fache des Provinzdurchschnitts) deutlich weniger verdienen als der Durchschnitt aller Beschäftigten in der Provinz. Geschlechtergruppenbezogen fällt der Vergleich nochmals anders aus. Männliche Beschäftigte verdienen zwar im Vergleich zum Provinzdurchschnitt aller Beschäftigten mehr, im Vergleich zu den männlichen Beschäftigten in der Provinz verdienen sie unterdurchschnittlich (~ 0,87-fache des Durchschnitts aller Männer). Das Einkommen der weiblichen Beschäftigten ist im Vergleich zwischen allen weiblichen Beschäftigten in der Provinz ebenfalls leicht Unterdurchschnittlich (~ 0,93-fache des Durchschnitts aller Frauen).
Ungelöster Streit um die Trans Mountain Pipeline
Siehe Hauptartikel: Trans Mountain Pipeline
Seit langem schwelt ein heftiger Streit zwischen den Provinzregierungen von Alberta, die dafür ist, und der von British Columbia um die Vervielfachung von Öltransporten durch eine Pipeline nach Burnaby. Der Streit ist bis 2019 nicht gelöst worden und stellt weiterhin eine der größten politischen Herausforderungen für die Bundesregierung Kanadas dar.

## Verkehr
Erschlossen wird Burnaby hauptsächlich durch den Highway 1, der hier zum Trans-Canada Highway gehört und den Highway 7 sowie den Highway 7A.
Für den öffentlichen Personennahverkehr sind zwei SkyTrain-Linien, die 1986 eröffnete Expo Line und die 2002 eröffnete Millennium Line, von Bedeutung. Im Dezember 2016 ist zusätzlich die Evergreen Line in Richtung Coquitlam hinzugekommen. Außerdem verkehren im Auftrag von TransLink Busse der Coast Mountain Bus Company.
Verkehrstechnisch ebenfalls von Bedeutung, jedoch nur für die Wirtschaft, sind der Burrard Inlet und der Fraser River. An den Schienenverkehr ist Burnaby ebenfalls angeschlossen.

## Bildung
Die Stadt besitzt zwei Universitäten, die Simon Fraser University und das British Columbia Institute of Technology.

## Städtepartnerschaften
- Hwaseong, Südkorea
- Kushiro-shi, Japan
- Mesa, Vereinigte Staaten
- Wenzhou, China[9]
- Zhongshan, Volksrepublik China

## Persönlichkeiten
- Steven Dann (* 1953), Bratschist
- Ken Berry (* 1960), Eishockeyspieler
- Christy Clark (* 1965), Politikerin
- Cliff Ronning (* 1965), Eishockeyspieler
- Carrie-Anne Moss (* 1967), Schauspielerin
- Claudio Scremin (* 1968), Eishockeyspieler
- John-David „J. D.“ Jackson (* 1969), Basketballspieler und -trainer
- Chris Joseph (* 1969), Eishockeyspieler
- Joe Sakic (* 1969), Eishockeyspieler
- Matthew Good (* 1971), Rockmusiker
- Darren McCarty (* 1972), Eishockeyspieler
- Michael Bublé (* 1975), Jazzsänger und Schauspieler
- Cory Weeds (* 1975), Saxophonist und Impresario
- Byron Ritchie (* 1977), Eishockeyspieler
- Kevan Ohtsji (* 1978), Schauspieler und Synchronsprecher
- Josh Dean (* 1978), Schauspieler und Improvisationskünstler
- Jason LaBarbera (* 1980), Eishockeytorwart
- Greg Zanon (* 1980), Eishockeyspieler
- Josh Simpson (* 1983), Fußballspieler
- Christine Sinclair (* 1983), Fußballspielerin
- Karl Alzner (* 1988), Eishockeyspieler
- Michael Cuccione (1985–2001), Schauspieler und Musiker
- Tyler Morley (* 1991), Eishockeyspieler
- Lindsey Butterworth (* 1992), Mittelstreckenläuferin
- Luke Lockhart (* 1992), Eishockeyspieler
- Justina di Stasio (* 1992), Ringerin
- Ryan Nugent-Hopkins (* 1993), Eishockeyspieler
- Cameron Proceviat (* 1993), Mittelstreckenläufer
- Ty Ronning (* 1997), Eishockeyspieler
- Zion Corrales-Nelson (* 1998), philippinische Sprinterin
- Diane Dezura (* 1998), Curlerin